# Высшая школа (фильм)
«Высшая школа» (фр. «Grande école»; возможен перевод названия как «Большая школа») — фильм режиссёра Роберта Сэлиса по одноименной драме 1995 года французского театрального драматурга и переводчика Жан-Мари Бэссета о классовых, сексуальных и культурных различиях современного общества, о любви и дружбе двух студентов престижного учебного заведения Франции. Фильм участвовал в конкурсной программе Роттердамского кинофестиваля 2004 года.

## Сюжет
Студент колледжа Поль влюбляется в соседа по комнате, аристократичного натурала Луи-Арно, который не может предложить ему ничего кроме крепкой мужской дружбы. У обоих парней есть подруги. Ревнивая Аньес догадывается о влечении Поля к Луи-Арно и их отношения постепенно портятся. Она предлагает Полю заключить пари: кто из них первый соблазнит Луи-Арно.
Тем временем Поль знакомится с рабочим арабского происхождения по имени Месир, который становится его любовником, но боится, что отец когда-нибудь узнает о социально-неприемлемых отношениях сына. Поль совсем запутался.

## В ролях
| Актёр         | Роль     |
| ------------- | -------- |
| Грегори Баке  | Поль     |
| Алис Тальони  | Аньес    |
| Жослин Киврен | Луи-Арно |
| Элоди Наварр  | Эмелин   |
| Салим Кешьюш  | Месир    |

## Музыка
- Иоганн Себастьян Бах: «Concerto pour Violon, Hautbois et Orchestre en Rй mineur — BWV 1060» (Концерт Ре-минор для скрипки и гобоя (BWV-1060), клавир)
- Иоганн Себастьян Бах: «Passion selon Saint-Mathieu» (Страсти по Матфею)
- Брамс: «Danse Hongroise No 1 en Sol Mineur — Version orchstrale»
- Брамс: «Danse Hongroise No 1 en Sol Mineur — Version piano а Quatre mains»
- Жорж Бизе: «L’Arlesiana»
- Дмитрий Шостакович: «Andante du Concerto pour Piano No 2 Opus 101»
- Джакомо Пуччини: «E lucevan le stelle» (extrait de «Tosca»)
- Джованни Фуско: «Tema Romantica Uno»
- Дебби Уайзман: «Autumn Harvest»[3]